# Kirby's Dream Buffet
Kirby's Dream Buffet es un videojuego de socialización desarrollado por HAL Laboratory y publicado por Nintendo para la consola Nintendo Switch. Se trata de un juego derivado en la serie Kirby. El juego fue lanzado en formato digital el 17 de agosto de 2022.